# Вештачки рај
„Вештачки рај” је југословенски и словеначки филм први пут приказан 29. маја 1990. године. Режирао га је Карпо Аћимовић Година а сценарио је написао Бранко Вучићевић.

## Радња
Лос Анђелес, 1935. године. Фриц Ланг прима у хотелу Вилијевог младог филмског љубавника, који би желео да га интервјуише. Одједном му Ланг почне да говори о времену које је провео као војни официр у Првом светском рату у кући адвоката Кароле Гатник, у малом граду на сјевероистоку Словеније. Живи са Гатником и упознаје све чланове његове породице. Када Ланг открије да је Гатник страствени филмски аматер који има своју камеру, комбинује своју снагу и снима филм. То је по свему судећи Лангов први контакт са биоскопом. Касније у Лос Ангелесу, Ланг гледа фотографије и доживљава измишљен састанак са својим пријатељем Гатником.

## Улоге
| Глумац           | Улога               |
| ---------------- | ------------------- |
| Јирген Морче     | Фриц Ланг           |
| Владо Новак      | Карол Гатник        |
| Жељко Иванек     | Вили                |
| Петер Боштјанчич |                     |
| Гудрун Габриел   |                     |
| Нерине Кид       | Росе Шварц          |
| Манца Кошир      | Госпа из Будимпеште |
| Драгана Мркић    |                     |
| Маруса Облак     |                     |
| Светозар Полич   |                     |
| Мајда Потокар    | Мицка               |
| Тања Рибич       |                     |
| Тонка Розанц     |                     |